# Bendegúz Bolla
Bendegúz Bence Bolla (* 22. November 1999 in Székesfehérvár) ist ein ungarischer Fußballspieler.

## Karriere

### Vereine
Bolla begann seine Laufbahn in der Jugend des Maroshegy SE, bevor er zum Videoton FC wechselte. Nach einer Station beim Főnix Gold FC wechselte er 2014 zum MTK Budapest. 2017 kehrte er zum Videoton FC zurück. Im Juni 2018, am 33. Spieltag der Saison 2017/18, gab er bei der 1:2-Niederlage gegen den Diósgyőri VTK sein Debüt in der erstklassigen Nemzeti Bajnokság. Das Team gewann schließlich den ungarischen Meistertitel. Im Sommer 2018 wurde er an den Zweitligisten Bodajk FC Siófok verliehen, für den er in 18 Spielen in der Nemzeti Bajnokság II drei Tore erzielte. Im Januar 2019 schloss er sich auf Leihbasis dem Zalaegerszegi TE FC an. Bis Saisonende kam er zu 16 Partien in der Nemzeti Bajnokság II. Die Mannschaft stieg schlussendlich als Zweitligameister in die Nemzeti Bajnokság auf. In der folgenden Spielzeit bestritt der Rechtsverteidiger 27 Spiele in der höchsten ungarischen Spielklasse, wobei er ein Tor schoss. Zur Saison 2020/21 kehrte er zu seinem Stammverein nach Székesfehérvár zurück, der – nachdem er in den Jahren zuvor die Namen Videoton FC und Vidi FC getragen hatte – inzwischen in Fehérvár FC umbenannt worden war. Bis Saisonende absolvierte er 27 Erstligaspiele für Fehérvár.
Im Sommer 2021 unterschrieb er einen Vertrag beim englischen Erstligisten Wolverhampton Wanderers. Die Briten liehen ihn jedoch sogleich an den Grasshopper Club Zürich in die Schweizer Super League aus. Im Sommer 2022 wurde die Leihe um ein weiteres Jahr verlängert, anschließend wurde er zum Ligakonkurrenten der Zürcher, dem Servette FC, verliehen. Die Genfer haben eine Kaufoption für Bolla erhalten. Für Servette kam er insgesamt zu 45 Pflichtspieleinsätzen, Genf zog die Kaufoption aber nicht.
Zur Saison 2024/25 wechselte Bolla zum österreichischen Bundesligisten SK Rapid Wien, bei dem er einen bis 2027 laufenden Vertrag erhielt.

### Nationalmannschaft
Bolla kam zwischen 2016 und 2018 einige Male für die ungarischen U-18- und U-19-Auswahlen zum Einsatz. Im Herbst 2019 debütierte er für das U-21-Team, mit dem er im Frühjahr 2021 an der U-21-Europameisterschaft teilnahm. Bei jenem Turnier fungierte Bolla als Mannschaftskapitän, die Ungarn schieden punktlos in der Gruppenphase aus. Anfang Juni 2021 nominierte ihn Trainer Marco Rossi für die Endrunde der Europameisterschaft in den Kader der A-Nationalmannschaft. Am 4. Juni 2021 gab er beim 1:0-Sieg im Freundschaftsspiel gegen Zypern sein Debüt in der A-Nationalelf, als er in der 60. Minute für Gergő Lovrencsics eingewechselt wurde. Bei der EM blieb Bolla allerdings ohne Einsatz, sein Land schied bereits in der Gruppenphase aus.
Im Mai 2024 wurde er von Marco Rossi in den Ungarischen Kader für die Fußball-Europameisterschaft 2024 berufen.